# Référendum de 1956 sur le statut du Togoland britannique
Un référendum sur la détermination du statut territorial du Togoland britannique a eu lieu dans cette région le 9 mai 1956. Depuis 1921, le territoire était sous mandat de la Société des Nations, puis est devenu un territoire sous administration de l'Organisation des Nations unies sous contrôle britannique. Le référendum offrait le choix entre rester un territoire sous administration de l'ONU, en attendant que le Togo français détermine son futur, et s'intégrer au territoire du Ghana, futur pays indépendant en 1957, qui était encore une colonie britannique sous le nom de Côte-de-l'Or. 63,9 % des votants ont finalement choisi l'intégration au Ghana.  

## Contexte
Le Togoland britannique est issu du partage, après la Première Guerre mondiale, du Togoland allemand, dont la partie occidentale est occupée par les Britanniques et la partie orientale, l'actuel Togo, par les Français.
Le peuple ewe, groupe ethnique natif majoritaire au Togoland britannique, et le Togoland Congress (en), parti politique représentatif de l'ethnie, font à partir de là campagne pour un rattachement au Togo français pour fonder un État ewe. Ce vœu d'unification part du morcellement de la population Ewe entre les différentes colonies des puissances coloniales.
Certains[Qui ?] s'opposent cependant à ce mouvement d'unification des Togos, comme le Parti de la convention du peuple, qui préfère un rattachement à la Côte-de-l'Or (ancien Ghana). Ce dernier parti remporte les élections générales 15 juin 1954 en Côte-de-l'Or (en), obtenant une nette majorité au Parlement avec 71 sièges sur 104.
Le Royaume-Uni, qui reconnaît que le Togoland britannique est trop pauvre pour se suffire à lui-même, souhaite ainsi voir ce territoire unifié avec l'un ou l'autre de ses voisins. La résolution 860 de l'Assemblée générale des Nations unies affirme la nécessité de prendre des mesures afin de connaître les aspirations des habitants du Togo britannique. La résolution 944 de l'Assemblée reçoit[pas clair] le plébiscite comme moyen de détermination pour le Togoland britannique. Ce plébiscite, organisé par les Nations unies, intervient comme la solution d'un processus de détermination.

## Résultats
| Choix                                              | Votes   | %    |
| -------------------------------------------------- | ------- | ---- |
| Intégration au Ghana                               | 142 214 | 63,9 |
| Administration de l'ONU                            | 80 199  | 36,1 |
| Votes blancs et invalides                          |         | –    |
| Total                                              | 224 313 | 100  |
| Inscrits/Participation                             | 272 663 | 82,3 |
| Source : Nohlen et al., African Elections Database |         |      |

## Conséquences
Le plébiscite a donné lieu à l'unification entre la Côte-de-l'Or et le Togoland britannique, qui est validée par la résolution 1044 de l'Assemblée générale des Nations unies du 13 décembre 1956. Le 6 mars 1957, le Ghana devient indépendant du Royaume-Uni. L'ancien Togo britannique est aujourd'hui intégré au territoire ghanéen et ne dispose pas de statut particulier. Il est confondu dans les trois régions du Ghana : du Nord, de la Volta, du Haut Ghana oriental. 